# Bolondo jezik
Bolondo jezik (ISO 639-3: bzm), nigersko-kongoanski jezik sjeverozapadne bantu skupine, kojim govori 3 000 ljudi (1983 popis) u provinciji Equateur u Demokratskoj Republici Kongo; selo Bamba.
Mnogi govore i ngbandi [ngb]. Pripada (uz još 26 jezika) podskupini bangi-ntomba (C.40)

## Vanjske poveznice
- Ethnologue (14th)
- Ethnologue (15th)